# RegioNews
RegioNews (ТОВ «Регіональні Новини») — українське інформаційне агентство, зареєстроване Міністерством юстиції України 16 лютого 2011 року.

## Загальна інформація
Основна спеціалізація регіональні суспільно-політичні новини, політична аналітика, журналістські розслідування, інтерв'ю з очільниками областей та мерами міст, авторські репортажі та мультимедійні лонгріди, присвячені знаковим подіям в країні. Всі матеріали на сайті публікуються українською та російською мовами.

## Опис
Розділи:
- Новини
- Публікації
- Досьє
- Блоги
- Відео
- Топтеми
- Спецпроєкти

## Стрічки новин
- Новини (стрічка новин українською[1] та російською[2] мовами)
- Головні суспільно-політичні події в усіх регіонах країни
- Влада і політика, Економіка, Суспільство

## Медіа-партнерства
Інформаційне агентство RegioNews виступало інформаційним партнером наступних подій та акцій:
- Х Міжнародний PR-Фестиваль[3][4]
- Презентація «Річного звіту про стан розвитку благодійності в Україні–2011»[5]
- Освітня програма Асоціації політичних консультантів України
- Кампанія Європа для України (з 2011 року)
- Літературний фестиваль «Просто на Покрову» (з 2011 року)
- Київський кайт-фест  (2011 рік)

Інформаційне агентство RegioNews є соціально відповідальним медіа і здійснювало інформаційну підтримку неурядових організацій:
- Національна спілка краєзнавців України
- Асоціація благодійників України
- Всеукраїнський благодійний фонд «Соціальне партнерство»